# Кресја
Кресја (фр. Cressia) насеље је и општина у источној Француској у региону Франш-Конте, у департману Јура која припада префектури Лон ле Соније.
По подацима из 2011. године у општини је живело 277 становника, а густина насељености је износила 18,48 становника/km². Општина се простире на површини од 14,99 km². Налази се на средњој надморској висини од 450 метара (максималној 637 m, а минималној 431 m).

## Демографија
| 1962. | 1968. | 1975. | 1982. | 1990. | 1999. | 2011. |
| ----- | ----- | ----- | ----- | ----- | ----- | ----- |
| 241   | 275   | 262   | 230   | 259   | 314   | 277   |

График промене броја становника у току последњих година